# Castle Craig Hospital

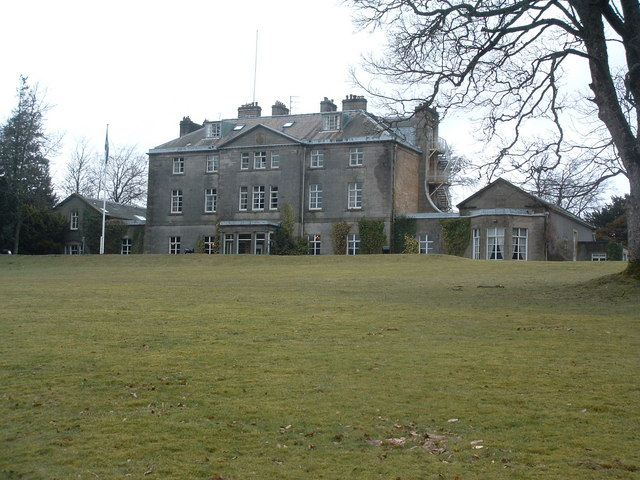
Castle Craig Hospital.

Castle Craig Hospital est une clinique pour le traitement des addictions à l'alcool et aux drogues située dans le Peeblesshire, en Écosse. C'est le plus grand centre hospitalier de traitement des addictions au Royaume-Uni. Depuis sa fondation en 1988, plus de 10 000 patients y ont été traités. Il est basé dans un parc privé qui s'étend sur 20 hectares, près de la ville de Peebles.
Castle Craig est certifié Moody ISO 9001 : 2008 (Systèmes de management de la qualité-Exigence). Cette certification contrôle les soins médicaux, les infirmiers et les procédures administratives, qui font l'objet d'audits réguliers.

## Programme thérapeutique
Le traitement est basé sur le rétablissement en suivant un programme de traitement en douze étapes (en), qui vise l'abstinence et qui reconnaît la toxicomanie comme étant une maladie dont les patients peuvent se remettre. L'abstinence sur le longue terme est essentielle pour une récupération de longue durée. Le programme de traitement à Castle Craig est dirigé par un directeur médical et par un psychiatre consultant, qui développent pour chaque patient un plan de traitement médical personnalisé, un plan de thérapie psychiatrique et des thérapies complémentaires.
Castle Craig est l'un des principaux sous-traitants du Service National de la santé NSH et est reconnu par les compagnies d'assurance majeures au Royaume-Uni . De nombreuses compagnies d'assurance basées dans d'autres pays financent également le coût du traitement. Castle Craig est reconnu par le système national de santé hollandais.

## Historique
Le bâtiment dans lequel l'hôpital est installé, et qui lui a donné son nom, le « Castle Craig » est un monument classé de catégorie B (comme étant d'importance régionale). Il a été construit il y a plus de deux cents ans par le comte de Hyndford, le chef du clan Carmichael. La première mention du bâtiment date du 1170. Les fondateurs de Castle Craig Hospital, Peter McCann et Margaret Ann McCann ont fondé le centre de traitement en 1988 et dirigent encore la clinique aujourd'hui.